# Laufskopf
Der Laufskopf ist eine 534,8 m ü. NHN hohe Erhebung im Hauptkamm der zum Habichtswälder Bergland gehörenden und großräumig bewaldeten Langenberge im nordhessischen Schwalm-Eder-Kreis.

## Geographie

### Lage
Der Laufskopf liegt im Naturpark Habichtswald und zählt zum Hauptkamm der Langenberge, der unter anderem aus Schwengeberg (556,7 m), Bensberg (464,8 m) und Bilstein (ca. 460 m) besteht. Er erhebt sich zwischen den Ortschaften Ermetheis (zu Niedenstein) im Südwesten, Besse (zu Edermünde) im Südosten und Großenritte (zu Baunatal im benachbarten Landkreis Kassel) im Ostnordosten. Sein Gipfel liegt etwa 180 m südwestlich der Gemeindegrenze von Gudensberg und Edermünde in Gudensberger Gebiet, zu dem auch der Süd- und Westhang gehören; sein Osthang zählt zur Gemeinde Edermünde.
Nachbarn sind der 980 m nördlich liegende Schwengeberg und der 1,1 km südöstlich gelegene Bensberg. Über den zum Bensberg überleitenden Bergsattel führt zwischen Ermetheis und Großenritte die Landesstraße 3219. Beim dortigen Wandererparkplatz Bensberg endeten früher die Langenbergrennen.

### Naturräumliche Zuordnung
Der Laufskopf gehört in der naturräumlichen Haupteinheitengruppe Westhessisches Bergland (Nr. 34), in der Haupteinheit Habichtswälder Bergland (342) und in der Untereinheit Habichtswald (mit Langenberg) (342.0) zum Naturraum Langenberg (342.02).

### Fließgewässer
Südlich des Laufskopfs liegt die Quelle des kleinen Elsterbachs, dessen Wasser durch die letztlich südwestwärts strebende Matzoff dem Eder-Zufluss Ems zufließt. Etwas südöstlich liegt am Bensberg die Quelle des Pilgerbachs, der ostwärts in den Fulda-Zufluss Eder mündet. Östlich entspringen der Hertingshausener Bach, der südostwärts fließt und in den Pilgerbach mündet, und die ostnordostwärts strebende Leisel, deren Wasser durch die Bauna direkt die Fulda erreicht.